# Peter Bondra
Peter Bondra (născut la 7 februarie 1968 în Bakivți, Uniunea Sovietică) is un jucător slovac de hochei pe gheață. Pui Chicago Blackhawks.

## Cluburi
- TJ VSŽ Košice (1986-90)
- Washington Capitals (1991-2003)
- Ottawa Senators (2003-04)
- Poprad (2004-05)
- Atlanta Thrashers (2005-06)
- Chicago Blackhawks (2006-07)